# Francolinus squamatus
Francolinus squamatus là một loài chim trong họ Phasianidae.